# Königlich-Baierisches Regierungsblatt
Das Königlich-Baierische Regierungsblatt wurde von 1806 bis 1817 von der bayerischen Regierung in München herausgegeben. Gedruckt wurde das Regierungsblatt bei Franz Seraph Hübschmann, Buchdrucker in München.
Mit der Erhebung Bayerns zum Königreich am 1. Januar 1806 firmierte das Churbaierische Intelligenzblatt als Königlich-Baierisches Regierungsblatt. Für die Provinzen bzw. seit 1808 die Kreise wurden seit 1803 eigene Regierungsblätter sowie Intelligenzblätter veröffentlicht. Letztere wurden seit den 1850er Jahren von den sogenannten Kreis-Amtsblättern abgelöst.
Durch Verordnung vom 29. Dezember 1817 trat an die Stelle des Regierungsblattes das Gesetzblatt für das Königreich Baiern.